# Carmelo Musumeci
Carmelo Musumeci (Aci Sant'Antonio, 27 luglio 1955) è uno scrittore e criminale italiano.

## Biografia
Nasce ad Aci Sant’Antonio (Catania) nel 1955. La sua carriera criminale ha inizio all’età di 16 anni a Massa, in Toscana. In pochi anni diventa capo di un’organizzazione criminale dedita a rapine, traffico di droga, racket, tangenti e bische clandestine. Il Clan Musumeci è protagonista negli anni 80 di una sanguinosa lotta con il Clan Tancredi, e Musumeci viene chiamato il ‘Boss della Versilia’. Viene arrestato il 22 ottobre 1991 con l’accusa dell’omicidio di Alessio Gozzani, ex portiere della Carrarese, amico di Tancredi. Nel 1992 viene condannato all’ergastolo ostativo.
Carmelo Musumeci ha iniziato la sua attività di scrittore in prigione, in cui è detenuto dal 1991. Durante questo periodo viene mandato al carcere dell’Asinara. Entrato in carcere con la licenza elementare, si diploma da autodidatta e consegue poi tre lauree: nel 2005 in Giurisprudenza con una tesi in Sociologia del diritto dal titolo “Vivere l’ergastolo", nel 2011 in Diritto Penitenziario con una tesi dal titolo “La ‘pena di morte viva’: ergastolo ostativo e profili di costituzionalità” e nel 2016 in Filosofia con 110 e lode discutendo la tesi “Biografie devianti”.  Nel 2007 conosce Nadia Bizzotto della Comunità Papa Giovanni XXIII, fondata da don Oreste Benzi e da allora ne condivide il progetto “Oltre le sbarre”. Ha trascorso due anni in regime di semilibertà nel carcere di Perugia, durante i quali ha operato in una Casa Famiglia della Comunità di don Benzi. Nonostante le ostatività, è stato scarcerato nell'agosto 2018 con la liberazione condizionale.

## Opere
- Gli uomini ombra e altri racconti, Gabrielli Editori, 2010, ISBN 9788860991089
- Undici ore d'amore di un uomo ombra, prefazione di Barbara Alberti, Gabrielli Editori, 2012, ISBN 9788860991485
- Zanna Blu. Le avventure, con una presentazione di Margherita Hack, Gabrielli Editori, 2012, ISBN 9788860991607
- L'urlo di un uomo ombra. Vita da ergastolano ostativo, Smasher, 2013, ISBN 9788863001020
- Alfredo Cosco e Carmelo Musumeci, Fuga dall'assassino dei sogni, con prefazione di Erri De Luca, Erranti, 2015, ISBN 9788895073415
- Giuseppe Ferraro e Carmelo Musumeci, L’Assassino dei sogni, Millelire di Stampa Alternativa, ISBN 9788862224178
- Davide Galliani e Carmelo Musumeci, Gli ergastolani senza scampo : fenomenologia e criticità costituzionali dell'ergastolo ostativo, con prefazione di Gaetano Silvestri, Editoriale scientifica, 2016, ISBN 8863428379
- Daniel Monni e Carmelo Musumeci, Illuminato Fichera. La libertà nell’era del carcere, 2019, ISBN 9781072460442
- Diventato colpevole: il Signore delle bische, 2019, ISBN 9781709104848